# Astrud Gilberto

Astrud Gilberto, 1970.

Astrud Evangelina Gilberto (ur. 29 marca 1940 w Salvador da Bahia, zm. 5 czerwca 2023) – brazylijska piosenkarka jazzowa, znana przede wszystkim jako wykonawczyni bossa novy The Girl from Ipanema (Garota de Ipanema).
Urodziła się w brazylijskim stanie Bahia jako Astrud Weinert. Jej ojciec był Niemcem. W 1947 wraz z rodziną przeniosła się do Rio de Janeiro. W 1959 wyszła za João Gilberto, z którym wyjechała do USA w 1963, gdzie wzięła udział w nagraniu albumu Getz/Gilberto z João Gilberto, Stanem Getzem i Antonio Carlosem Jobimem. Rozwiodła się w 1964 r. Jej największym przebojem była The Girl from Ipanema. Otrzymała nagrodę Latin Jazz USA Award for Lifetime Achievement (1992) i wpisano ją na listę International Latin Music Hall of Fame w 2002.

## Dyskografia

### Płyty
- Stan Getz i Astrud Gilberto – Getz Au-Go-Go (Verve, 1964)
- The Astrud Gilberto Album (Verve, 1964)
- The Shadow of Your Smile (Verve, 1965)
- Look to the Rainbow (Verve, 1965)
- Beach Samba (Verve, 1966)
- A Certain Smile, a Certain Sadness with Walter Wanderley (Verve, 1967)
- Windy (Verve, 1968)
- September 17, 1969 (Verve, 1969)
- Gilberto Golden Japanese Album (Verve, 1969)
- I Haven't Got Anything Better To Do (Verve, 1970)
- Astrud Gilberto with Stanley Turrentine (CTI, 1971)
- Astrud Gilberto Now (Perception, 1972)
- That Girl from Ipanema (Audio Fidelity, 1977)
- Astrud Gilberto Plus James Last Orchestra (Polygram, 1987)
- Live in New York (Pony Canyon, 1996)
- Temperance (album) (Pony Canyon, 1997)
- Jungle (Magya, 2002)

### Ścieżki dźwiękowe
- Get Yourself a College Girl (piosenka: "The Girl from Ipanema", 1964)
- Śmiertelna sprawa (The Deadly Affair, 1966)
- Do diabła z miłością (Down with Love, piosenka: "Fly Me to the Mooon", 2003)

### Płyty z jej udziałem
- Stan Getz i João Gilberto – Getz/Gilberto (Verve, 1963)
- Shigeharu Mukai i Astrud Gilberto – So & So – Mukai Meets Gilberto (Denon, 1982)
- Michael Franks – Passionfruit (Warner Bros., 1983)
- Etienne Daho – Eden (Virgin, 1996)
- George Michael – Ladies And Gentleman – Best of George Michael (Sony, 1998)